# (4203) Brucato
(4203) Brucato (1985 FD3) – planetoida z grupy pasa głównego asteroid okrążająca Słońce w ciągu 4 lat i 76 dni w średniej odległości 2,61 j.a. Została odkryta 26 marca 1985 roku.